# Vince Spadea
Vincent Spadea (Chicago, 19 de julio de 1974) es un ex tenista profesional estadounidense.
Comenzó profesionalmente en 1993. Hasta 2007, Spadea ha ganado un título en individuales y tres en dobles. 
Spadea tiene el récord de la mayor racha de derrotas (21 partidos) en la historia del tenis profesional. Trabajando de manera intensa en el circuito de challengers después de su caída en el ranking, tuvo una gran recuperación y ganó su primer torneo ATP en Scottdale, Arizona en 2004. 
Su mayor ranking ATP fue el No. 18, conseguido en febrero de 2005.

## Títulos ATP (4; 1+3)

### Individuales (1)
| Leyenda                |
| Grand Slam (0)         |
| Tennis Masters Cup (0) |
| ATP Masters Series (0) |
| ATP Tour (1)           |

| N.º | Fecha              | Torneo     | Superficie | Oponente en la final | Resultado   |
| --- | ------------------ | ---------- | ---------- | -------------------- | ----------- |
| 1.  | 1 de marzo de 2004 | Scottsdale | Dura       | Nicolas Kiefer       | 7-5 6-7 6-3 |

### Finalista en individuales (4)
- 1998: Sankt Pölten (pierde ante Marcelo Ríos)
- 1999: Indianápolis (pierde ante Nicolás Lapentti)
- 2004: Delray Beach (pierde ante Ricardo Mello)
- 2005: Newport (pierde ante Greg Rusedski)

### Clasificación en torneos del Grand Slam
| Torneo               | 2009 | 2008 | 2007 | 2006 | 2005 | 2004 | 2003 | 2002 | 2001 | 2000 | 1999 | 1998 | 1997 | 1996 | 1995 | 1994 | 1993 | Títulos |
| -------------------- | ---- | ---- | ---- | ---- | ---- | ---- | ---- | ---- | ---- | ---- | ---- | ---- | ---- | ---- | ---- | ---- | ---- | ------- |
| Abierto de Australia | 1R   | 3R   | 2R   | 1R   | 1R   | 1R   | 1R   | -    | -    | 1R   | CF   | 3R   | -    | 2R   | 3R   | -    | -    | 0       |
| Roland Garros        | -    | 1R   | 1R   | 1R   | 2R   | 2R   | 3R   | 3R   | -    | 1R   | 3R   | 2R   | 1R   | 1R   | 1R   | -    | -    | 0       |
| Wimbledon            | 2R   | 1R   | 1R   | 1R   | 1R   | 4R   | 1R   | 2R   | -    | 2R   | 1R   | 2R   | 1R   | 1R   | 1R   | -    | -    | 0       |
| US Open              |      | 1R   | 1R   | 3R   | 2R   | 2R   | 1R   | 2R   | -    | 1R   | 4R   | 1R   | 1R   | 3R   | 4R   | 2R   | 1R   | 0       |
| Tennis Masters Cup   |      | -    | -    | -    | -    | -    | -    | -    | -    | -    | -    | -    | -    | -    | -    | -    | -    | 0       |

### Dobles (3)
| Leyenda                |
| Grand Slam (0)         |
| Tennis Masters Cup (0) |
| ATP Masters Series (0) |
| ATP Tour (3)           |

| N.º | Fecha | Torneo       | Superficie    | Pareja               | Oponentes en la final         | Resultado   |
| --- | ----- | ------------ | ------------- | -------------------- | ----------------------------- | ----------- |
| 1.  | 1995  | Buenos Aires | Tierra batida | Christo Van Rensburg | Jiří Novák David Rikl         | 6-3 6-3     |
| 2.  | 1997  | Orlando      | Tierra batida | Mark Merklein        | Alex O'Brien Jeff Salzenstein | 6-4 4-6 6-4 |
| 3.  | 1997  | Taskent      | Dura          | Vincenzo Santopadre  | Hicham Arazi Eyal Ran         | 6-4 6-7 6-0 |

## Títulos enChallengers(8)

### Individuales (8)
| N.º | Fecha                   | Torneo            | Superficie | Oponente en la final | Resultado   |
| --- | ----------------------- | ----------------- | ---------- | -------------------- | ----------- |
| 1.  | 25 de julio de 1994     | Winnetka          | Dura       | Cristiano Caratti    | 6-1 4-6 7-5 |
| 2.  | 1 de agosto de 1994     | Cincinnati        | Dura       | Jim Grabb            | 6-7 7-6 7-5 |
| 3.  | 17 de octubre de 1994   | Ponte Vedra       | Dura       | Kevin Ullyett        | 6-3 6-4     |
| 4.  | 2 de septiembre de 1996 | Aruba             | Dura       | Grant Stafford       | 6-3 7-5     |
| 5.  | 22 de octubre de 2001   | Houston           | Dura       | James Blake          | 6-2 6-7 6-2 |
| 6.  | 11 de marzo de 2002     | North Miami Beach | Dura       | Ota Fukarek          | 4-6 6-1 6-4 |
| 7.  | 8 de septiembre de 2008 | Waco              | Dura       | Joseph Sirianni      | 6-0 6-1     |
| 8.  | 13 de octubre de 2008   | Calabasas         | Dura       | Sam Warburg          | 7-6(5) 6-4  |